# Кемпа-Божеховська
Кемпа-Божеховська (пол. Kępa Borzechowska) — село в Польщі, у гміні Божехув Люблінського повіту Люблінського воєводства.
Населення — 167 осіб (2011).

## Демографія
Демографічна структура станом на 31 березня 2011 року:
|          | Загалом | Допрацездатний вік | Працездатний вік | Постпрацездатний вік |
| -------- | ------- | ------------------ | ---------------- | -------------------- |
| Чоловіки | 90      | 21                 | 60               | 9                    |
| Жінки    | 77      | 11                 | 43               | 23                   |
| Разом    | 167     | 32                 | 103              | 32                   |